# افضلپور
افضلپور (به انگلیسی: Afzalpur) یک منطقهٔ مسکونی در هند است که در بخش گلبرگا واقع شده‌است. افضلپور ۳ کیلومتر مربع مساحت و ۲۷٬۰۸۸ نفر جمعیت دارد و ۴۰۸ متر بالاتر از سطح دریا واقع شده‌است.